# Carl Nielsen Ungdomssymfoniorkester
Carl Nielsen Ungdomssymfoniorkester (CNUS) er et ungdomssymfoniorkester for deltagere mellem 15 og 30 år, fortrinsvis bosiddende på Fyn eller i resten af Region Syddanmark. Musikerne kommer dels fra Musikalsk Grundkursus Fyn, dels fra konservatoriet i Odense og dels fra de kommunale musikskoler på Fyn. Orkestret er baseret i Odense.
Orkestret er dannet i samarbejde mellem de fynske musikskoler i sommeren 2016 ved en sammenlægning af Fyns (Amts/Ambitiøse) Ungdomssymfoniorkester (FAUST), et fælles overbygningsorkester for de fynske musikskoler og H.C. Andersen Youth Symphony Orchestra (HCAYSO), som var Odense Musikskoles kammerorkester. FAUST blev dannet i 1991, og CNUS skal ses som en forlængelse af det dengang etablerede samarbejde mellem musikskolerne. Det er tanken at etablere et tæt samarbejde med Odense Symfoniorkester. CNUS har i øjeblikket ca. 60 medlemmer og dirigeres af Christian Øland.  
Dirigenter i CNUS:
2016 til 2018 - Christian Hørbov-Meier, der fra 2008 var dirigent for FAUST blev første dirigent i CNUS.  
2018 - Nuværende dirigent: Christian Øland.  
Gæstedirigenter:
2017 - Bruno Campo 
2018 - Matts Ringaby  
Fortid som FAUST og HCAYSO
Orkesteret FAUST blev startet af dirigent Børge Wagner, der dirigerede de første 5 år. Herefter overtog Lars Jensen dirigentstokken, og arbejdede videre de næste 13 år, og Christian Hørbov-Meier dirigerede de sidste 8 år inden sammenlægningen. 
Orkesteret HCAYSO har en fortid som Odense Musikskoles MGK-orkester, og blev dirigeret af Matts Ringaby.